# Oryzopsis grandispicula
Oryzopsis grandispicula là một loài thực vật có hoa trong họ Hòa thảo. Loài này được P.C.Kuo & Z.L.Wu mô tả khoa học đầu tiên năm 1981.